# Louis Gonse
Pour les autres membres de la famille, voir Gonse.
Louis Gonse, né le 16 novembre 1846 et mort le 19 décembre 1921, est un historien de l'art, rédacteur en chef de la Gazette des beaux-arts, membre du Conseil supérieur des beaux-arts, vice-président du Conseil des Musées nationaux, vice-président de la Commission des monuments historiques.
Il est surtout connu comme l'un des premiers spécialistes de l'art japonais.
C'est un disciple de Viollet le Duc.

## Biographie
Louis Gonse est l'un des fils de Jean Félix Emmanuel Gonse, fonctionnaire des Postes, et de Louise Stéphanie Courtin, fille du régisseur général Charles Courtin et petite-fille de l'architecte Étienne-Chérubin Leconte.
Il obtient sa licence en droit et suit les cours de l'École des chartes comme auditeur libre. L'art gothique est son premier centre d'intérêt,.
On a de lui le commentaire des deux salons de 1895 et 1896 dans la revue Le Monde moderne.

### L'art japonais
Il s'intéresse ensuite à l'art japonais, et publie son premier article sur le sujet dans le Moniteur universel en 1873. Il collabore à différentes revues artistiques et devient rédacteur en chef puis directeur de la Gazette des Beaux-Arts.
À la fois historien de l'art et collectionneur d'art japonais, il est aidé dans ses recherches par Hayashi Tadamasa.
En 1883, il organise une rétrospective importante de l'art japonais et publie la même année L’art japonais (Paris, Maison Quantin), qui est le premier ouvrage sérieux et marquant sur ce sujet et qui consacre sa réputation de spécialiste du sujet.

### Musées nationaux
Louis Gonse devient membre du Conseil supérieur des beaux-arts en 1887, membre de la commission des monuments historiques en 1891, membre en 1892 du Conseil des Musées nationaux, vice-président de la Commission des monuments historiques, vice-président en 1917 du Conseil des musées nationaux.
Il présente en 1891 un Rapport pour la création d’une Caisse des musées qui préconise et préfigure la création de la Réunion des musées nationaux, et il pousse les grands musées à renouveler leurs acquisitions.
Il reçoit la Légion d'honneur en 1889, promu officier en 1921.
Il est maire de Cormeilles-en-Parisis de 1892 à 1899, et de 1900 à 1919. Une rue de la ville porte son nom.

### Famille
Louis Gonse épouse Anna Ellissen (1856–1929). Il est le père de l'architecte Emmanuel Gonse.
Par son épouse, il est l'oncle par alliance de Louise Weiss.
Son frère, le général Gonse, adjoint du Général de Boisdeffre, a été compromis dans l'Affaire Dreyfus, notamment en mutant le Commandant Picquart - qui était convaincu de l'innocence de Dreyfus - en Tunisie. Son nom est cité dans le célèbre « J'accuse » d'Émile Zola.

## Contemporains de l'essor du japonisme
- Philippe Burty
- Henri Cernuschi
- Théodore Duret
- Charles Gillot
- les frères Goncourt
- Charles Haviland
- Frédéric Villot

## Publications
- Musée de Lille, 1875.

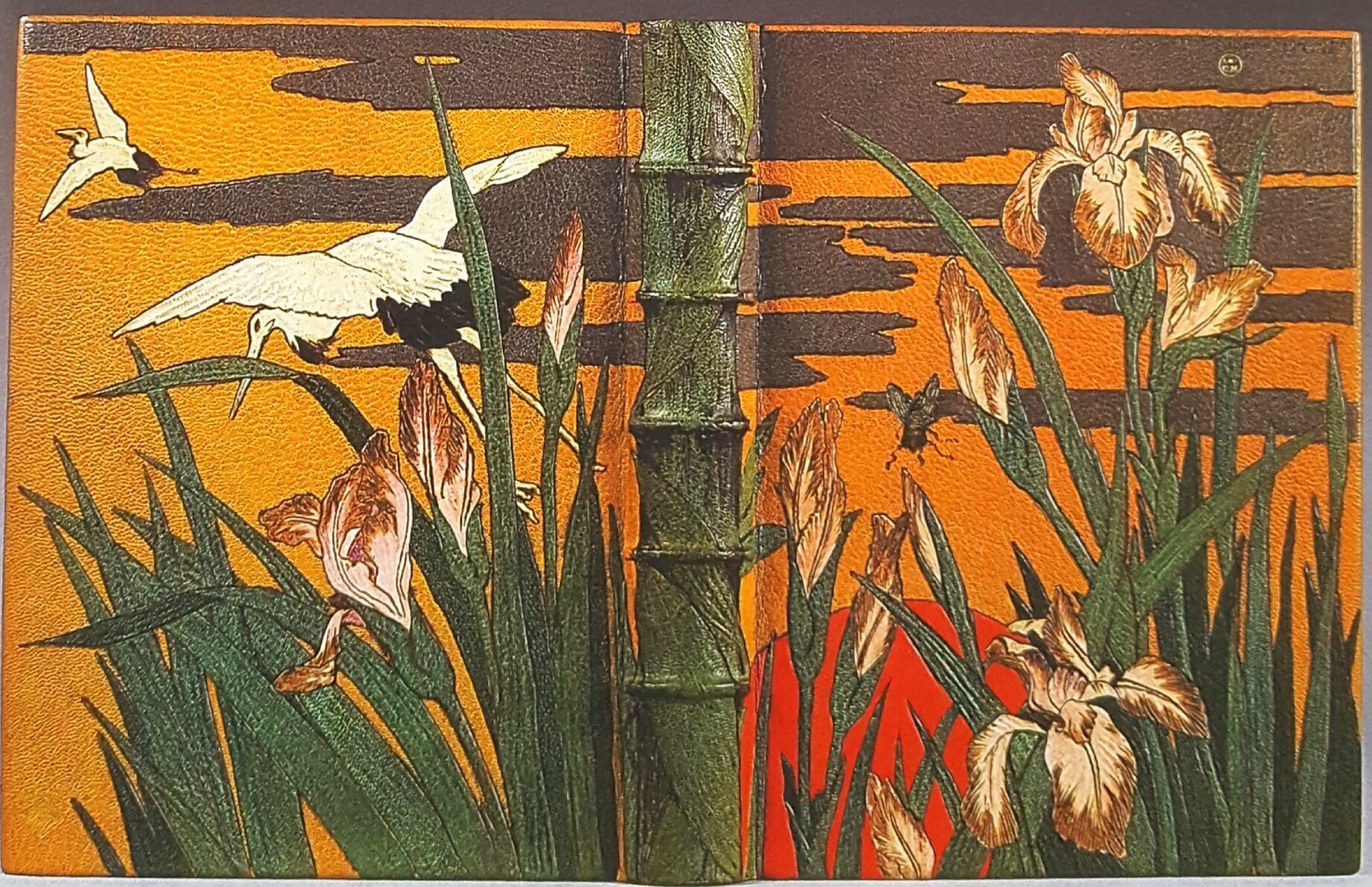
reliure pour L'Art Japonais de Louis Gonse, réalisée par Camille Martin et René Wiener, 1893. Conservée au musée des Beaux-Arts de Nancy, photographie de la bibliothèque municipale de Nancy.

- L'Art moderne à l'Exposition de 1878, Paris, 1879.
- Exposition Universelle de 1878. Les Beaux-arts et les arts décoratifs, Paris, 1879.
- Eugène Fromentin, peintre et écrivain, Paris, A. Quantin, 1881.
- L'Art japonais, Paris, A. Quantin, 1883 (2 volumes) ; rééd. Paris, Ernest Gründ Éditeur, 1926.
- L'Art gothique, Paris, Librairie-imprimerie réunie, prix Marcelin Guérin de l’Académie française en 1891.
- La sculpture et la gravure au XIXe siècle, Paris, 1893.
- La Sculpture française depuis Le XIVe siècle, Paris, A. Quantin, 1895.
- Les chefs-d'œuvre des musées de France : la peinture, Paris, 1900.
- Catalogues d'expositions.
- Articles dans la Gazette des Beaux-Arts, le Moniteur universel, Le Japon artistique, la Revue des deux Mondes, la Revue des Arts décoratifs.

## Distinctions
- Officier de la Légion d'honneur (1921)[4].
- Officier de l’ordre du Soleil levant (1889)[4].
- 1892 : Académie des inscriptions et belles-lettres - Prix Louis Fould pour Histoire de l'architecture gothique[5]

## Sources bibliographiques
- François Pouillon, Dictionnaire des orientalistes de langue française, éd. Karthala, 2008, p. 454.
- Amano Shiro, « Louis Gonse et le japonisme », dans L’Information du Japon au XIXe siècle et les fluctuations sociales, Kyoto, thèse de 3e cycle, Institut des recherches en sciences humaines de l’université de Kyoto, 1985.
- Brigitte Koyama-Richard, Japon rêvé, Edmond de Goncourt et Hayashi Tadamasa, Hermann, 2001.
- François Gonse, « Louis Gonse et le Japon », dans la Gazette des Beaux-Arts, février 1992, pp. 81–88.

## Documentation
Un ensemble iconographique constitué par lui se trouve conservé à l'Institut national d'histoire de l'art.